# Casi no nos dimos cuenta
Casi no nos dimos cuenta es una película dramática argentina de 1982, dirigida por Antonio Ottone.

## Snopsis
La película cuenta la historia de una pareja, desde que se conocen hasta que se separan, la cual es contada por la mujer a su psicoanalista.

## Reparto
- Ingrid Pelicori
- Daniel Fanego
- Arturo Bonín
- Marta Gam
- Héctor Tealdi
- Aldo Pastur
- Guido D’Albo
- Juan Manuel Tenuta
- Ana María Casó
- Juan Carlos Puppo
- Lucrecia Capello
- Daniel Queirolo
- Pancho Ibáñez
- Márgara Alonso
- Adela Gleijer
- Mercedes Tenenbaum
- Nancy Herrera